# Кльони (Вармінсько-Мазурське воєводство)
Кльони (пол. Klony, нім. Kleinenfeld) — село в Польщі, у гміні Свьонтки Ольштинського повіту Вармінсько-Мазурського воєводства.
Населення — 38 осіб (2011).

## Демографія
Демографічна структура станом на 31 березня 2011 року:
|          | Загалом | Допрацездатний вік | Працездатний вік | Постпрацездатний вік |
| -------- | ------- | ------------------ | ---------------- | -------------------- |
| Чоловіки | 22      | 1                  | 18               | 3                    |
| Жінки    | 16      | 4                  | 7                | 5                    |
| Разом    | 38      | 5                  | 25               | 8                    |